# 瓦莱拉 (艾奥瓦州)
瓦萊拉（英語：Valeria）是一個位於美國愛荷華州傑斯帕縣的城市。

## 地理
瓦萊拉的座標為41°43′50″N 93°19′29″W / 41.73056°N 93.32472°W，而該地的平均海拔高度為267米（即876英尺）。

## 人口
根據2010年美國人口普查的數據，瓦萊拉的面積為0.13平方千米，當中陸地面積為0.13平方千米，而水域面積為0.00平方千米。當地共有人口57人，而人口密度為每平方千米438人。